# Sodus (New York)
Sodus è un comune degli Stati Uniti d'America, situato nello stato di New York, nella contea di Wayne.